# Berberentulus polonicus
Berberentulus polonicus är en urinsektsart som beskrevs av Andrzej Szeptycki 1968. Berberentulus polonicus ingår i släktet Berberentulus och familjen lönntrevfotingar. Inga underarter finns listade.